# Ojika (Nagasaki)
Ojika (小値賀町 Ojika-chō?) es un pueblo localizado en el distrito de Kitamatsuura, prefectura de Nagasaki, Japón. El pueblo abarca la extensión de toda la isla del mismo nombre, localizada al norte de las islas Gotō.

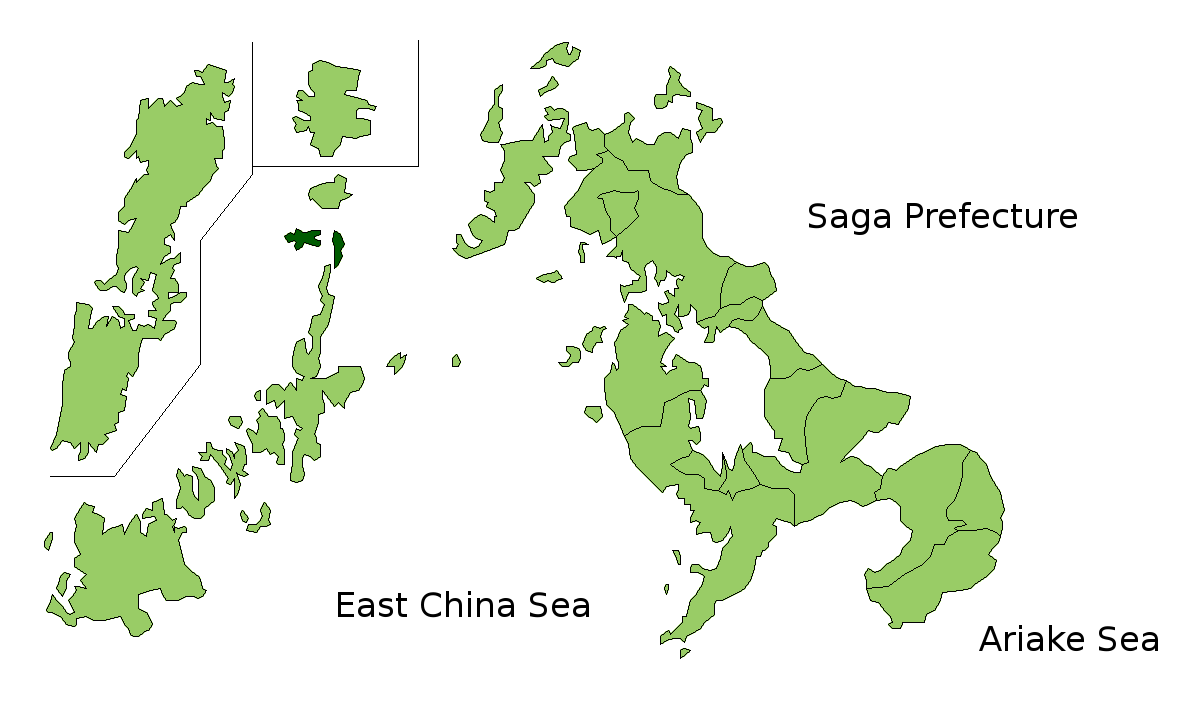
Ubicación de Ojika en Nagasaki

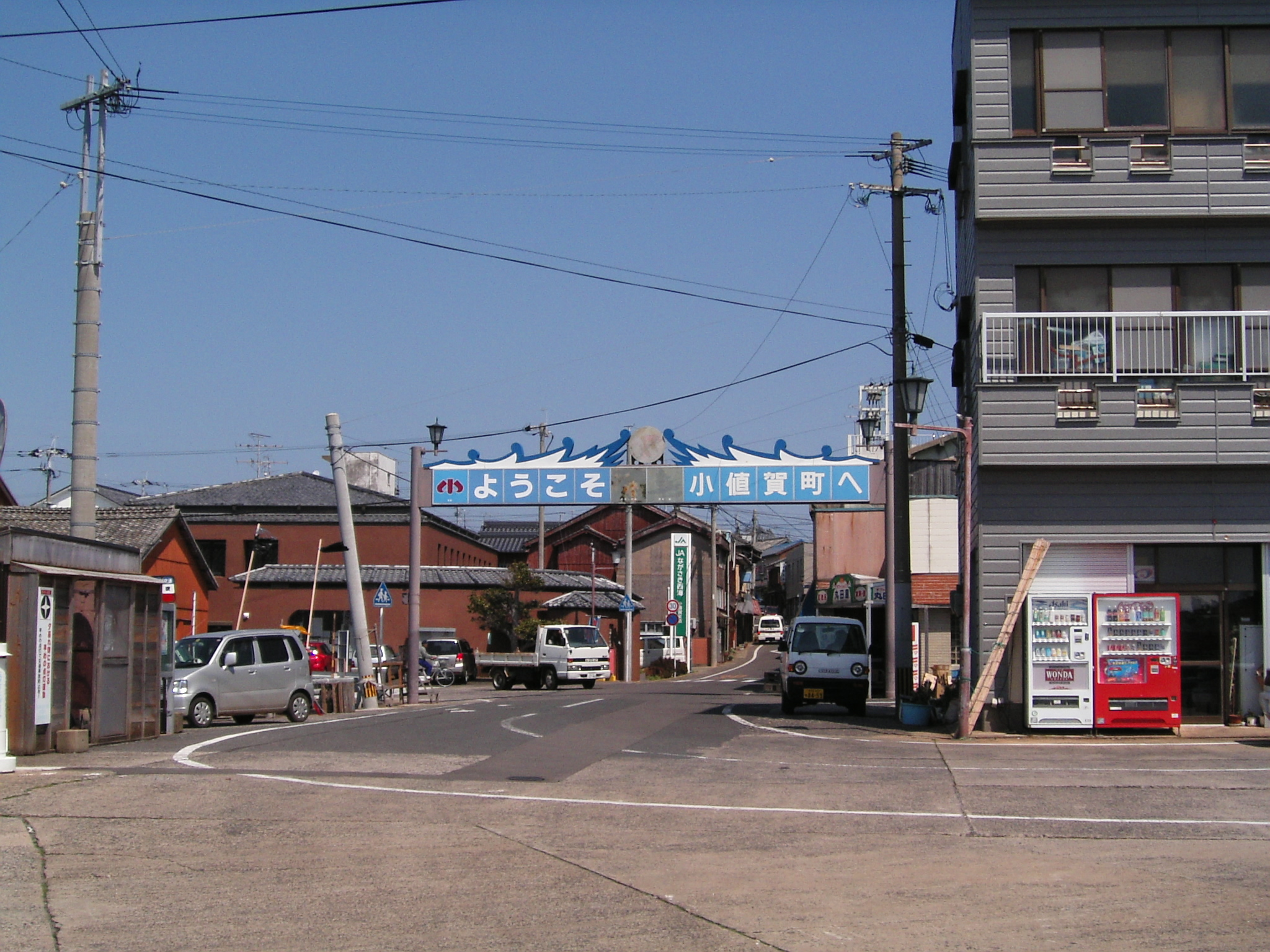
Una de las entradas al pueblo.

El 1 de enero de 2009, el pueblo tenía una población estimada de 2,924 y una densidad de población de 115 personas por km². El área total es de 25.46 km². 
Cabe destacar que la isla de Ojika pertenece al parque nacional de Saikai.

## Historia de Ojika

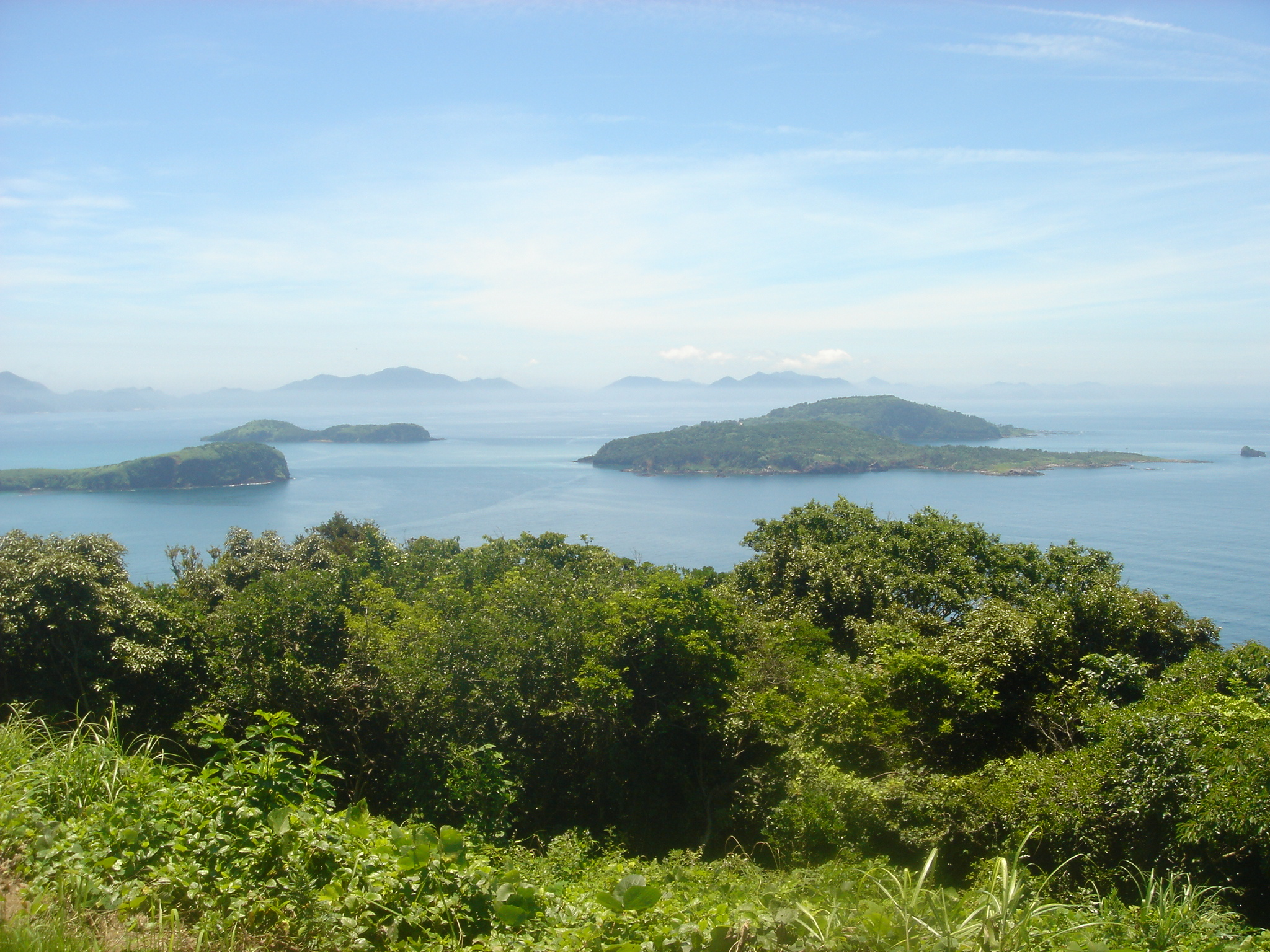
Varias de las islas de Ojika, fotografía capturada desde el parque Matubara

El pueblo de Ojika se compone de 17 islas de diferentes extensiones. Más de 20 volcanes se encuentran en el mar en torno a las islas. La isla ha sido incluso llamada "la isla Galapagos de oriente, debido a su diversidad de flora y fauna en torno a sus diferentes islas." La isla principal tiene aproximadamente 34 km en circunferencia, con respecto a las demás islas estas cuentan un total de 97 km in circunferencia. Las islas se encuentran dentro del parque nacional de Saikai el cual se encarga de preservar el patrimonio natural de la región. 
Existen hallazgos de herramientas de piedra que datan de aproximadamente 10,000 años a. C. Además han sido descubiertas otras reliquias antiguas. En el pasado Ojika floreció como un puerto de transición para viajes hacia China. Alrededor del año 1600 la caza de ballenas se convirtió en una gran industria, con ciertas familias como los Oda tomando ingresos de esa industria pesquera. Actualmente el museo de historia de Ojika era la antigua residencia de la familia Oda. 
La isla tiene una serie de eventos como el festival de música internacional de Ojika y el 'reino de campamento de niños', así como también algunas otras actividades promoviendo el turismo en la región. Además del turismo, las islas cuentan con una grandes industrias pesqueras y agrícolas. Una gran variedad de productos marinos de Ojika son famosos, tales como Isaki, Buri, tachi-uo, y Awabi.

## Turismo

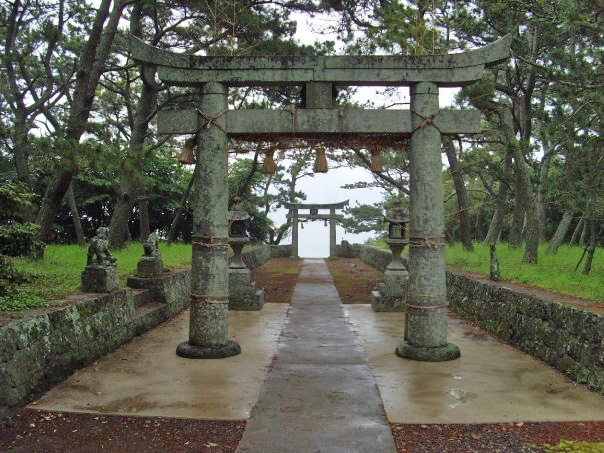
Vista de las puertas del santuario de Koujima

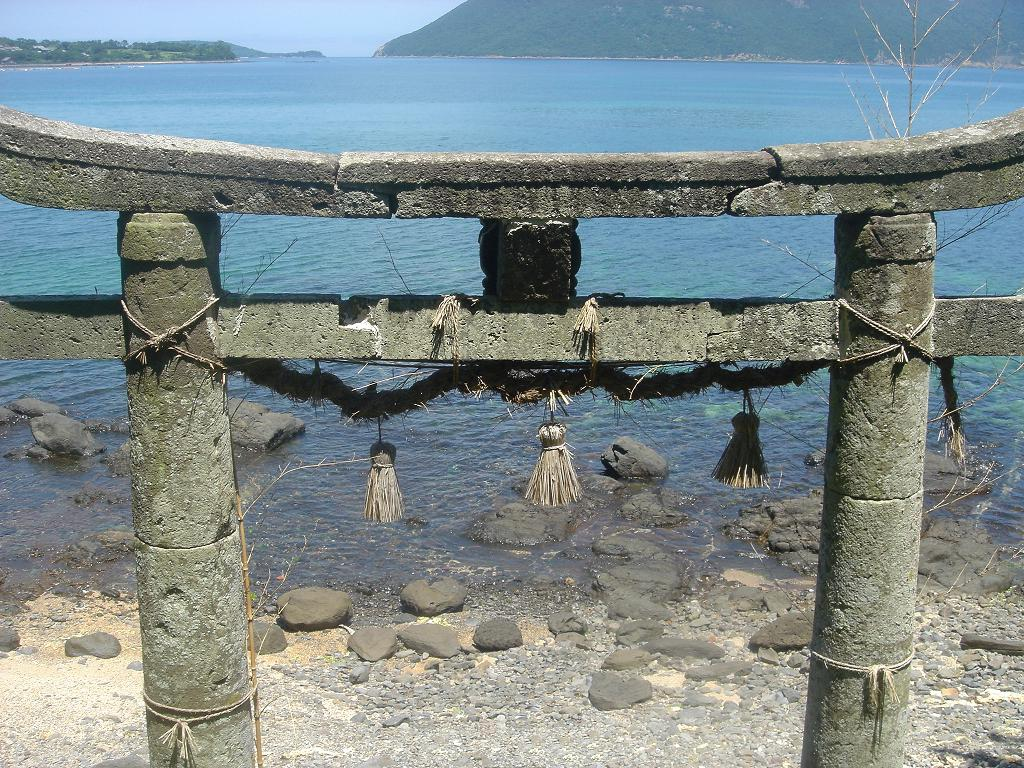
Vista hacia el valle desde el santuario de Koujima

### Costa de Akahama
Muchas de las islas de Ojika se componen de roca volcánica por lo tanto mucha de la arena de la costa es de color rojo, lo cual sorprende a muchos turistas. 

### Santuario de Koujima
El santuario de Koujima ofrece una arquitectura bastante llamativa además de contar con puertas torii que se componen en tres partes. El valle de Maegata se encuentra adjacentemente al santuario, y fue el puerto visitado por Kentoushi, el diplomático japonés enviado a establecer relaciones con la dinastía Tang de China. 

### Hime no Matubara
Es una larga avenida de 450 metros de pinos, esta avenida ha sido seleccionada como la mejor de entre 100 áreas de paisaje de pinos en Japón, y una de las mejores vistas en la localidad Hokusho. 